# Palaeospiza bella
Palaeospiza bella — вид викопних птахів монотипової родини Palaeospizidae. Спочатку вид відносили до ряду городцеподібних, проте зараз його вважають представником ряду Птахи-миші (Coliiformes). Вид мешкав у кінці еоцену (37-34 млн років тому) у Північній Америці. Голотип MCZ 342222, що являє собою добре збережений скелет, знайдений у відкладеннях формування Флоріссант у штаті Колорадо в США.